# Vincenzo Consolati
Vincenzo Consolati (19. října 1803 Trento – 16. prosince 1863 Vídeň) byl rakouský šlechtic a politik italské národnosti z Tyrolska (respektive z Jižního Tyrolska), v 60. letech 19. století poslanec rakouské Říšské rady.

## Biografie
Byl radou magistrátu v Trentu.
Počátkem 60. let se zapojil do vysoké politiky. V zemských volbách roku 1861 byl zvolen na Tyrolský zemský sněm. Působil také coby poslanec Říšské rady (celostátního parlamentu Rakouského císařství), kam ho delegoval Tyrolský zemský sněm roku 1863 (Říšská rada tehdy ještě byla volena nepřímo, coby sbor delegátů zemských sněmů). 14. července 1863 složil slib, ale již 16. prosince 1863 zemřel. Byl šlechtického původu. Měl titul hraběte.
Zemřel v prosinci 1863 v hotelu ve Vídni.